# Lohman
Lohman és una població dels Estats Units a l'estat de Missouri. Segons el cens del 2000 tenia 168 habitants.

## Demografia
Segons el cens del 2000, Lohman tenia 168 habitants, 60 habitatges, i 52 famílies. La densitat de població era de 144,1 habitants per km².
Dels 60 habitatges en un 36,7% hi vivien nens de menys de 18 anys, en un 78,3% hi vivien parelles casades, en un 0% dones solteres, i en un 13,3% no eren unitats familiars. En el 13,3% dels habitatges hi vivien persones soles el 5% de les quals corresponia a persones de 65 anys o més que vivien soles. El nombre mitjà de persones vivint en cada habitatge era de 2,8 i el nombre mitjà de persones que vivien en cada família era de 3,08.
Per edats la població es repartia de la següent manera: un 24,4% tenia menys de 18 anys, un 8,9% entre 18 i 24, un 25,6% entre 25 i 44, un 26,2% de 45 a 60 i un 14,9% 65 anys o més.
L'edat mediana era de 40 anys. Per cada 100 dones de 18 o més anys hi havia 111,7 homes.
La renda mediana per habitatge era de 54.583 $ i la renda mediana per família de 59.375 $. Els homes tenien una renda mediana de 35.000 $ mentre que les dones 21.042 $. La renda per capita de la població era de 22.666 $. Entorn del 5,1% de les famílies i el 3,7% de la població estaven per davall del llindar de pobresa.

## Poblacions més properes
El següent diagrama mostra les poblacions més properes.